# Pellenes limatus
Pellenes limatus är en spindelart som beskrevs av George William Peckham och Elizabeth Maria Gifford Peckham 1901. Pellenes limatus ingår i släktet Pellenes och familjen hoppspindlar. Inga underarter finns listade i Catalogue of Life.